# Fuscidea lightfootii
Fuscidea lightfootii är en lavart som först beskrevs av James Edward Smith, och fick sitt nu gällande namn av Coppins & P. James. Fuscidea lightfootii ingår i släktet Fuscidea och familjen Fuscideaceae.   Inga underarter finns listade i Catalogue of Life.